# مرحلة مجموعات كأس الاتحاد الآسيوي 2009
أقيمت مباريات مرحلة مجموعات كأس الاتحاد الآسيوي 2009 (الاتحاد الآسيوي لكرة القدم) في الفترة ما بين 10 مارس و19 مايو 2009.

## المجموعات

### غرب آسيا

#### المجموعة أ
| فريق          | لعب | ف | ت | خ | له | عليه | ف.أ | نقاط |
| ------------- | --- | - | - | - | -- | ---- | --- | ---- |
| البسيتين      | 6   | 3 | 3 | 0 | 14 | 7    | +7  | 12   |
| نيفتشي فرغانه | 6   | 3 | 2 | 1 | 12 | 9    | +3  | 11   |
| العهد         | 6   | 2 | 1 | 3 | 13 | 10   | +3  | 7    |
| التلال        | 6   | 1 | 0 | 5 | 3  | 16   | −13 | 3    |

| التلال        | 1–3            | البسيتين                                       |
| ------------- | -------------- | ---------------------------------------------- |
| فتحي أحمد 60' | (تقرير) (ملخص) | باسل سلطان 12' · روبرت آكاروي 69'، 85' (ركلة.) |

| العهد                                                                             | 5–1            | نيفتشي فرغانه    |
| --------------------------------------------------------------------------------- | -------------- | ---------------- |
| صالح سدير 45'، 75' (ركلة.) · محمد حلاوة 48' · آغريبينو جونيور 55' · أحمد زريق 60' | (تقرير) (ملخص) | آليشر خالقوف 37' |

| البسيتين                                                     | 4–2    | العهد                               |
| ------------------------------------------------------------ | ------ | ----------------------------------- |
| روبرت آكاروي 40'، 90+5' · علي نوروز 64' · عبد الوهاب علي 66' | (ملخص) | حسن معتوق 50' · آغريبينو جونيور 73' |

| نيفتشي فرغانه             | 1–0    | التلال |
| ------------------------- | ------ | ------ |
| شيرزاد حكيموف 50' (ركلة.) | (ملخص) |        |

| العهد                                    | 3–0   | التلال |
| ---------------------------------------- | ----- | ------ |
| آغريبينو جونيور 76'، 88' · أحمد طراد 81' | تقرير |        |

| نيفتشي فرغانه    | 1–1   | البسيتين         |
| ---------------- | ----- | ---------------- |
| آليشر خالقوف 90' | تقرير | روبرت آكاروي 85' |

| التلال                             | 2–1   | العهد         |
| ---------------------------------- | ----- | ------------- |
| محمد علي فريد 61' · سامي كرامة 85' | تقرير | صالح سدير 16' |

| البسيتين            | 2–2   | نيفتشي فرغانه                          |
| ------------------- | ----- | -------------------------------------- |
| ربيع العفوي 7'، 89' | تقرير | منصورجون سعيدوف 24' · آليشر خالقوف 42' |

| البسيتين                                   | 3–0   | التلال |
| ------------------------------------------ | ----- | ------ |
| روبرت آكاروي 64'، 72' · عبد الوهاب علي 65' | تقرير |        |

| نيفتشي فرغانه                                  | 2–1   | العهد         |
| ---------------------------------------------- | ----- | ------------- |
| عزيز عليجونوف 44' (ركلة.) · سردار ميرزائيف 70' | تقرير | محمد حلاوة 6' |

| التلال | 0–5   | نيفتشي فرغانه                                        |
| ------ | ----- | ---------------------------------------------------- |
|        | تقرير | آليشر خالقوف 13'، 35'، 67' · أميدجون باقييف 74'، 79' |

| العهد         | 1–1   | البسيتين          |
| ------------- | ----- | ----------------- |
| حسن معتوق 79' | تقرير | محمد الأنصاري 70' |

#### المجموعة ب
| فريق           | لعب | ف | ت | خ | له | عليه | ف.أ | نقاط |
| -------------- | --- | - | - | - | -- | ---- | --- | ---- |
| الزوراء        | 6   | 4 | 1 | 1 | 8  | 3    | +5  | 13   |
| الصفاء         | 6   | 4 | 0 | 2 | 5  | 3    | +2  | 12   |
| الهلال الساحلي | 6   | 2 | 1 | 3 | 5  | 7    | −2  | 7    |
| السويق         | 6   | 1 | 0 | 5 | 3  | 8    | −5  | 3    |

| السويق | 0–1        | الصفاء        |
| ------ | ---------- | ------------- |
|        | ملخص تقرير | محمد قصاص 24' |

| الزوراء                           | 2–0        | الهلال الساحلي |
| --------------------------------- | ---------- | -------------- |
| صلاح عبد الجبار 6' · عمر كاظم 88' | ملخص تقرير |                |

| الصفاء            | 1–0   | الزوراء |
| ----------------- | ----- | ------- |
| غي شارل جيمغو 35' | تقرير |         |

| الهلال الساحلي                     | 2–0   | السويق |
| ---------------------------------- | ----- | ------ |
| ياسر باصهي 46' · برهانو قاسم 90+2' | تقرير |        |

| الزوراء                         | 2–0   | السويق |
| ------------------------------- | ----- | ------ |
| حيدر صباح 29' · سجاد حسين 90+3' | تقرير |        |

| الهلال الساحلي | 0–1   | الصفاء         |
| -------------- | ----- | -------------- |
|                | تقرير | علي السعدي 82' |

| السويق | 0–1   | الزوراء          |
| ------ | ----- | ---------------- |
|        | تقرير | أحمد إبراهيم 56' |

| الصفاء | 0–1   | الهلال الساحلي  |
| ------ | ----- | --------------- |
|        | تقرير | أكرم الصلوي 15' |

| الصفاء                | 1–0   | السويق |
| --------------------- | ----- | ------ |
| محمد قصاص 72' (ركلة.) | تقرير |        |

| الهلال الساحلي | 1–1   | الزوراء        |
| -------------- | ----- | -------------- |
| ياسر باصهي 76' | تقرير | عدنان عطية 85' |

| السويق                                        | 3–1   | الهلال الساحلي |
| --------------------------------------------- | ----- | -------------- |
| يوسف السعدي 32' · السعدي 75' · سعيد مبارك 85' | تقرير | نومبدي ببي 80' |

| الزوراء                              | 2–1   | الصفاء        |
| ------------------------------------ | ----- | ------------- |
| أوس إبراهيم 45+2' · مصطفى أحمد 90+5' | تقرير | خطر سلامة 31' |

#### المجموعة ج
| فريق    | لعب | ف | ت | خ | له | عليه | ف.أ | نقاط |
| ------- | --- | - | - | - | -- | ---- | --- | ---- |
| العربي  | 6   | 3 | 2 | 1 | 11 | 6    | +5  | 11   |
| أربيل   | 6   | 2 | 2 | 2 | 8  | 7    | +1  | 8    |
| العروبة | 6   | 2 | 2 | 2 | 6  | 7    | −1  | 8    |
| المبرة  | 6   | 2 | 0 | 4 | 7  | 12   | −5  | 6    |

| المبرة         | 1–0            | أربيل |
| -------------- | -------------- | ----- |
| علي العطاط 20' | (تقرير) (ملخص) |       |

| العربي                         | 2–0            | العروبة |
| ------------------------------ | -------------- | ------- |
| فراس الخطيب 38' · خالد خلف 79' | (تقرير) (ملخص) |         |

| أربيل          | 1–1     | العربي          |
| -------------- | ------- | --------------- |
| مسلم مبارك 37' | (تقرير) | فراس الخطيب 74' |

| العروبة                                    | 3–0     | المبرة |
| ------------------------------------------ | ------- | ------ |
| محمد المخيني 72' · عبد الله مبارك 79'، 88' | (تقرير) |        |

| العربي                                                        | 4–2   | المبرة                          |
| ------------------------------------------------------------- | ----- | ------------------------------- |
| إيمانويل إيزوكام 1'، 55' · محمد جراغ 47' · أحمد الرشيدي 90+5' | تقرير | بلال حجو 41' · جواو ألفريدو 63' |

| العروبة                 | 1–1   | أربيل        |
| ----------------------- | ----- | ------------ |
| يونس مبارك المحيجري 43' | تقرير | لؤي صلاح 49' |

| المبرة                            | 2–1   | العربي           |
| --------------------------------- | ----- | ---------------- |
| جواو ألفريدو 58' · علي العطاط 90' | تقرير | حسين الموسوي 49' |

| أربيل                                               | 3–0   | العروبة |
| --------------------------------------------------- | ----- | ------- |
| لؤي صلاح 43' · أحمد صلاح علوان 49' · مسلم مبارك 77' | تقرير |         |

| أربيل                                                       | 3–2   | المبرة                           |
| ----------------------------------------------------------- | ----- | -------------------------------- |
| مسلم مبارك 4' · أحمد صلاح علوان 30' (ركلة.) · علي منصور 72' | تقرير | جواو ألفريدو 3' · طارق العلي 76' |

| العروبة          | 1–1   | العربي       |
| ---------------- | ----- | ------------ |
| محمد المخيني 39' | تقرير | خالد خلف 36' |

| المبرة | 0–1   | العروبة              |
| ------ | ----- | -------------------- |
|        | تقرير | إبراهيم عبد الله 86' |

| العربي               | 2–0   | أربيل |
| -------------------- | ----- | ----- |
| فراس الخطيب 39'، 86' | تقرير |       |

#### المجموعة د
| فريق        | لعب | ف | ت | خ | له | عليه | ف.أ | نقاط |
| ----------- | --- | - | - | - | -- | ---- | --- | ---- |
| الكويت      | 6   | 4 | 1 | 1 | 12 | 4    | +8  | 13   |
| الكرامة     | 6   | 4 | 0 | 2 | 12 | 7    | +5  | 12   |
| الوحدات     | 6   | 3 | 1 | 2 | 12 | 7    | +5  | 10   |
| موهون باغان | 6   | 0 | 0 | 6 | 1  | 19   | −18 | 0    |

| الوحدات      | 1–1            | الكويت       |
| ------------ | -------------- | ------------ |
| عامر ذيب 68' | (تقرير) (ملخص) | فرج لهيب 18' |

| الكرامة         | 1–0            | موهون باغان |
| --------------- | -------------- | ----------- |
| محمد الحموي 60' | (تقرير) (ملخص) |             |

| موهون باغان    | 1–2            | الوحدات                               |
| -------------- | -------------- | ------------------------------------- |
| راكش ماسيه 13' | (تقرير) (ملخص) | محمود شلباية 16' · حسن عبد الفتاح 43' |

| الكويت                                             | 2–1            | الكرامة      |
| -------------------------------------------------- | -------------- | ------------ |
| عبد الله المرزوقي 32' · أندريه ماكانغا 61' (ركلة.) | (تقرير) (ملخص) | فهد عودة 69' |

| موهون باغان | 0–1            | الكويت          |
| ----------- | -------------- | --------------- |
|             | (تقرير) (ملخص) | سامر المرطة 60' |

| الكرامة                                  | 3–1            | الوحدات            |
| ---------------------------------------- | -------------- | ------------------ |
| محمد الحموي 45'، 51' · تامر حاج محمد 60' | (تقرير) (ملخص) | عامر أبو حويطي 23' |

| الوحدات                                              | 3–1            | الكرامة               |
| ---------------------------------------------------- | -------------- | --------------------- |
| محمود شلباية 12' · حسن عبد الفتاح 29' · رأفت علي 69' | (تقرير) (ملخص) | كوامي أوبينغ داركو 3' |

| الكويت                                                                  | 6–0            | موهون باغان |
| ----------------------------------------------------------------------- | -------------- | ----------- |
| جهاد الحسين 9' (ركلة.)، 21'، 72' · فرج لهيب 34'، 39' · جراح العتيقي 78' | (تقرير) (ملخص) |             |

| الوحدات                                                                                                 | 5–0            | موهون باغان |
| --- | -------------- | ----------- |
| نانجانغود شيفانانجو مانجو 27' (ه.ذ.) · عيسى السباح 29'، 40' · حسن عبد الفتاح 67' (ركلة.) · رأفت علي 85' | (تقرير) (ملخص) |             |

| الكرامة                                | 2–1            | الكويت          |
| -------------------------------------- | -------------- | --------------- |
| هاني الطيار 71' · ريتشارد بوهومو 90+5' | (تقرير) (ملخص) | جهاد الحسين 26' |

| موهون باغان | 0–4            | الكرامة                                                  |
| ----------- | -------------- | -------------------------------------------------------- |
|             | (تقرير) (ملخص) | هاني الطيار 17'، 72' · علاء الشبلي 39' · محمد الحموي 60' |

| الكويت                  | 1–0            | الوحدات |
| ----------------------- | -------------- | ------- |
| جهاد الحسين 45' (ركلة.) | (تقرير) (ملخص) |         |

#### المجموعة ر
| فريق    | لعب | ف | ت | خ | له | عليه | ف.أ | نقاط |
| ------- | --- | - | - | - | -- | ---- | --- | ---- |
| المجد   | 6   | 4 | 1 | 1 | 12 | 9    | +3  | 13   |
| ديمبو   | 6   | 3 | 1 | 2 | 10 | 8    | +2  | 10   |
| المحرق  | 6   | 1 | 3 | 2 | 7  | 8    | −1  | 6    |
| الفيصلي | 6   | 1 | 1 | 4 | 11 | 15   | −4  | 4    |

ثبت إشراك المجد لاعباً غير مؤهل (خالد البابا) في أربع مباريات أمام الفيصلي في 7 أبريل و21 أبريل 2009؛ أمام دمبو في 5 مايو 2009 وأمام المحرق في 19 مايو 2009. وتم اعتبار المجد خاسراً 3–0 في جميع المباريات تلك وتغريمه 4000 د.أ عن كل مباراة. وكان اللاعب غير مؤهل بسبب تسجيله خارج إطار المهلة المعطاة من قبل الفيفا والاتحاد الآسيوي لكرة القدم. تم إلغاء الغرامة لاحقاً بعد إستئناف المجد.
| ديمبو             | 1–0            | المجد |
| ----------------- | -------------- | ----- |
| رانتي مارتينز 24' | (تقرير) (ملخص) |       |

| المحرق | 0–0            | الفيصلي |
| ------ | -------------- | ------- |
|        | (تقرير) (ملخص) |         |

| الفيصلي                               | 3–4            | ديمبو                                                            |
| ------------------------------------- | -------------- | ---------------------------------------------------------------- |
| مؤيد سليم 55' · مؤيد أبو كشك 72'، 75' | (تقرير) (ملخص) | كليفورد ميراندا 23' · أنتوني بيريرا 24' · رانتي مارتينز 43'، 70' |

| المجد         | 1–1            | المحرق          |
| ------------- | -------------- | --------------- |
| محمد زينو 80' | (تقرير) (ملخص) | محمد سالمين 31' |

| المحرق            | 1–1            | ديمبو                  |
| ----------------- | -------------- | ---------------------- |
| محمد سالمين 90+5' | (تقرير) (ملخص) | روبرتو منديس سيلفا 77' |

| الفيصلي                 | 1–2            | المجد                      |
| ----------------------- | -------------- | -------------------------- |
| عبد الهادي المحارمة 59' | (تقرير) (ملخص) | محمد زينو 23' (ركلة.)، 67' |

| ديمبو | 0–1            | المحرق              |
| ----- | -------------- | ------------------- |
|       | (تقرير) (ملخص) | حسام حمود سلطان 90' |

| المجد                                            | 4–3            | الفيصلي                                                   |
| ------------------------------------------------ | -------------- | --------------------------------------------------------- |
| بشار قدور 18' · عبد الهادي حريري 81'، 89'، 90+4' | (تقرير) (ملخص) | رزاق فرحان 68' · مؤيد سليم 70' · مؤيد أبو كشك 89' (ركلة.) |

| الفيصلي                                                             | 3–2            | المحرق                                 |
| ------------------------------------------------------------------- | -------------- | -------------------------------------- |
| عبد الهادي المحارمة 10' · رزاق فرحان 38' · مؤيد أبو كشك 81' (ركلة.) | (تقرير) (ملخص) | راشد الدوسري 14' · عبد الله الدخيل 65' |

| المجد                                  | 2–1            | ديمبو                  |
| -------------------------------------- | -------------- | ---------------------- |
| عبد الهادي حريري 41' · كنان النعمة 62' | (تقرير) (ملخص) | روبرتو منديس سيلفا 67' |

| ديمبو                                                  | 3–1            | الفيصلي                  |
| ------------------------------------------------------ | -------------- | ------------------------ |
| رانتي مارتينز 1'، 52' (ركلة.) · روبرتو منديس سيلفا 67' | (تقرير) (ملخص) | مؤيد أبو كشك 35' (ركلة.) |

| المحرق                                            | 2–3            | المجد                             |
| ------------------------------------------------- | -------------- | --------------------------------- |
| جوليانو دي باولا 20' (ركلة.) · إبراهيم المشخص 34' | (تقرير) (ملخص) | سامر عوض 23'، 39' · إياد عويد 68' |

### شرق آسيا

#### المجموعة س
| فريق              | لعب | ف | ت | خ | له | عليه | ف.أ | نقاط |
| ----------------- | --- | - | - | - | -- | ---- | --- | ---- |
| ساوث تشاينا       | 6   | 5 | 1 | 0 | 15 | 5    | +10 | 16   |
| بي إس إم إس ميدان | 6   | 4 | 1 | 1 | 9  | 7    | +2  | 13   |
| في بي             | 6   | 1 | 1 | 4 | 5  | 7    | −2  | 4    |
| جوهر              | 6   | 0 | 1 | 5 | 2  | 12   | −10 | 1    |

| جوهر | 0–0   | في بي |
| ---- | ----- | ----- |
|      | تقرير |       |

| ساوث تشاينا                                    | 3–0   | بي إس إم إس ميدان |
| ---------------------------------------------- | ----- | ----------------- |
| لي هايتشيانغ 21' · تشان سيو كي 45+' · كاكا 58' | تقرير |                   |

| في بي        | 1–2   | ساوث تشاينا        |
| ------------ | ----- | ------------------ |
| علي أشفق 28' | تقرير | تالس شوتس 49'، 90' |

| بي إس إم إس ميدان              | 3–1   | جوهر                     |
| ------------------------------ | ----- | ------------------------ |
| إيلي أيبوي 53'، 65' · زادا 55' | تقرير | محمد أزواد محمد آريب 21' |

| ساوث تشاينا               | 2–0   | جوهر |
| ------------------------- | ----- | ---- |
| مان بي تاك 15' · كاكا 55' | تقرير |      |

| بي إس إم إس ميدان | 1–0   | في بي |
| ----------------- | ----- | ----- |
| آون كاربيني 77'   | تقرير |       |

| جوهر                    | 1–4   | ساوث تشاينا                                       |
| ----------------------- | ----- | ------------------------------------------------- |
| إدي حلمي عبد المنان 51' | تقرير | كاكا 29'، 90' · تالس شوتس 47' · تشان تشي هونغ 66' |

| في بي         | 1–2   | بي إس إم إس ميدان                |
| ------------- | ----- | -------------------------------- |
| آدم لاريف 31' | تقرير | ماريو كوستاس 8' · رحمت أفندي 33' |

| في بي                                   | 2–0   | جوهر |
| --------------------------------------- | ----- | ---- |
| أبو دسموند مانساراي 20' · محمد حسين 39' | تقرير |      |

| بي إس إم إس ميدان                         | 2–2   | ساوث تشاينا   |
| ----------------------------------------- | ----- | ------------- |
| أوكتوفيانوس مانياني 52' · آون كاربيني 90' | تقرير | كاكا 48'، 71' |

| جوهر | 0–1   | بي إس إم إس ميدان  |
| ---- | ----- | ------------------ |
|      | تقرير | ميتشل ليوناردو 67' |

| ساوث تشاينا                         | 2–1   | في بي                   |
| ----------------------------------- | ----- | ----------------------- |
| تشان سيو كي 4' · وونغ تشين هونغ 58' | تقرير | أبو دسموند مانساراي 17' |

#### المجموعة ص
| فريق           | لعب | ف | ت | خ | له | عليه | ف.أ | نقاط |
| -------------- | --- | - | - | - | -- | ---- | --- | ---- |
| تشونبوري       | 6   | 5 | 0 | 1 | 17 | 4    | +13 | 15   |
| قدح            | 6   | 2 | 1 | 3 | 14 | 10   | +4  | 7    |
| إيسترن         | 6   | 2 | 1 | 3 | 9  | 13   | −4  | 7    |
| هانوي إي سي بي | 6   | 2 | 0 | 4 | 6  | 19   | −13 | 6    |

| تشونبوري                                                                     | 4–1   | إيسترن            |
| ---------------------------------------------------------------------------- | ----- | ----------------- |
| كرايسون بانجاروين 8' · محمد كونيه 45' · بيبوب إون-مو 56' · فانووات جينتا 76' | تقرير | وونغ تشون يوي 56' |

| هانوي إي سي بي                                            | 3–1   | قدح              |
| --------------------------------------------------------- | ----- | ---------------- |
| غوران غاييتش 60' · فام تان لونغ 62' · ترونغ هوين دييب 83' | تقرير | بدر البختيار 90' |

| إيسترن                                                            | 3–0   | هانوي إي سي بي |
| ----------------------------------------------------------------- | ----- | -------------- |
| لي مان هونغ 16' (ه.ذ.) · وونغ تشون يوي 40' · يونغ تشينغ كوونغ 58' | تقرير |                |

| قدح | 0–1   | تشونبوري       |
| --- | ----- | -------------- |
|     | تقرير | محمد كونيه 31' |

| هانوي إي سي بي | 0–2   | تشونبوري                                  |
| -------------- | ----- | ----------------------------------------- |
|                | تقرير | أرتيت سونتورنبيت 52' · إكافان إينتاسن 60' |

| قدح                                           | 2–0   | إيسترن |
| --------------------------------------------- | ----- | ------ |
| محمد فاريزال روزالي 27' · محمد أزرول أحمد 77' | تقرير |        |

| تشونبوري                                                                                                   | 6–0   | هانوي إي سي بي |
| --- | ----- | -------------- |
| فانووات جينتا 15' · محمد كوني 21' · بيبوب أون-مو 45' · سوري سوخا 65' · أندرسون 68' · كرايسون بانجاروين 90' | تقرير |                |

| إيسترن                                           | 3–3   | قدح                                                 |
| ------------------------------------------------ | ----- | --------------------------------------------------- |
| ماتشادو 70' · وونغ تشون يوي 80' · باو كا ييو 90' | تقرير | خير المهيمن زامبري 32'، 85' · محمد صبري مات أبو 60' |

| إيسترن                         | 2–1   | تشونبوري           |
| ------------------------------ | ----- | ------------------ |
| يانغ شو 71' · جوليوس أكوسا 85' | تقرير | إكافان إينتاسن 29' |

| قدح | 7–0   | هانوي إي سي بي |
| --- | ----- | -------------- |
| محمد أزرول أحمد 13'، 30'، 79' (ركلة.) · محمد فاريزال روزالي 34' · محمد عفيف أمير الدين 64' · محمد صبري مات أبو 69' | تقرير |                |

| تشونبوري                                | 3–1   | قدح                    |
| --------------------------------------- | ----- | ---------------------- |
| بيبوب إون-مو 14'، 40' · دوغلاس كوبو 85' | تقرير | خير المهيمن زامبري 35' |

| هانوي إي سي بي                                    | 3–0   | إيسترن |
| ------------------------------------------------- | ----- | ------ |
| نغوين هاي نام 10' (ركلة.) · غوران غاييتش 43'، 71' | تقرير |        |

#### المجموعة ط
| فريق        | لعب | ف | ت | خ | له | عليه | ف.أ | نقاط |
| ----------- | --- | - | - | - | -- | ---- | --- | ---- |
| بين دونغ    | 6   | 4 | 1 | 1 | 15 | 4    | +11 | 13   |
| هوم يونايتد | 6   | 4 | 0 | 2 | 12 | 7    | +5  | 12   |
| بي إي إيه   | 6   | 3 | 1 | 2 | 12 | 10   | +2  | 10   |
| فالنسيا     | 6   | 0 | 0 | 6 | 3  | 21   | −18 | 0    |

| هوم يونايتد                           | 2–1   | بين دونغ        |
| ------------------------------------- | ----- | --------------- |
| جمعة جانتان 45+1' · لودوفيك تاكام 59' | تقرير | كيسلي ألفيس 74' |

| فالنسيا          | 1–3   | بي إي إيه                                           |
| ---------------- | ----- | --------------------------------------------------- |
| إبراهيم شيام 48' | تقرير | ريتشارد فالكاو 14' (ركلة.)، 86' · لامناو سينغتو 42' |

| بين دونغ                                                    | 3–0   | فالنسيا |
| ----------------------------------------------------------- | ----- | ------- |
| لونغ مين ترونغ 13' · محمد جميل 35' (ه.ذ.) · كيسلي ألفيس 63' | تقرير |         |

| بي إي إيه                                       | 2–1   | هوم يونايتد |
| ----------------------------------------------- | ----- | ----------- |
| نارونغتشاي فاتشيرابان 57' · سوباكيت جيناجاي 65' | تقرير | شي جياي 24' |

| فالنسيا | 0–1   | هوم يونايتد |
| ------- | ----- | ----------- |
|         | تقرير | بيريس 69'   |

| بي إي إيه           | 1–3   | بين دونغ                                                 |
| ------------------- | ----- | -------------------------------------------------------- |
| سوباكيت جيناجاي 46' | تقرير | فيلاني 22' · أومارين ياودام 35' (ه.ذ.) · كيسلي ألفيس 89' |

| هوم يونايتد                                                           | 5–1   | فالنسيا                  |
| --------------------------------------------------------------------- | ----- | ------------------------ |
| فردوس إيدروس 3' · بيريس 7' · لودوفيك تاكام 23'، 78' · جمعة جانتان 36' | تقرير | نكيمي أ ريم مارسيلين 64' |

| بين دونغ         | 1–1   | بي إي إيه                 |
| ---------------- | ----- | ------------------------- |
| نغوين آن دوك 90' | تقرير | نارونغتشاي فاتشيرابان 59' |

| بين دونغ                             | 2–0   | هوم يونايتد |
| ------------------------------------ | ----- | ----------- |
| كيسلي ألفيس 62' · نغوين دوك تيين 78' | تقرير |             |

| بي إي إيه                                                                | 4–1   | فالنسيا                 |
| ------------------------------------------------------------------------ | ----- | ----------------------- |
| لامناو سينغتو 22'، 45' · روناتشاي رانغسيو 57' · رانغسان فيواتشاتيشوك 88' | تقرير | ريلوان وحيد 56' (ركلة.) |

| هوم يونايتد                       | 3–1   | بي إي إيه                 |
| --------------------------------- | ----- | ------------------------- |
| بيريس 45' · فردوس إيدروس 67'، 86' | تقرير | نارونغتشاي فاتشيرابان 56' |

| فالنسيا | 0–5   | بين دونغ                                                                           |
| ------- | ----- | ---------------------------------------------------------------------------------- |
|         | تقرير | نغوين فو فونغ 2'، 37' · نغوين آن دوك 21' · هوين كوانغ تان 29' · نغوين دوك تيين 77' |